# سیارک ۲۱۹۶۵
سیارک ۲۱۹۶۵ (به انگلیسی: 21965 Dones، نامگذاری:1999VO213) بیست و یک هزار و نهصد و شصت و پنجمین سیارک کشف شده‌است که در ۱۳ نوامبر ۱۹۹۹ کشف شد.
قدر مطلق سیارک برابر ۱۵.۵ است.